# Río Yahuasyacu
Der Río Yahuasyacu ist ein etwa 105 km langer linker Nebenfluss des Río Ampiyacu im Nordosten von Peru in der Provinz Mariscal Ramón Castilla der Region Loreto. In dem Gebiet lebt die indigene Gemeinschaft der Bora. Deren Sprache Resígaro, die in dem Gebiet früher verbreitet war, befindet sich vor dem Aussterben.

## Flusslauf
Der Río Yahuasyacu entspringt im äußersten Norden des Distrikts Pebas auf einer Höhe von etwa 160 m an der Wasserscheide zum weiter nördlich verlaufenden Río Putumayo. Er fließt anfangs 25 km überwiegend nach Süden und wendet sich anschließend in Richtung Südsüdwest. Bei Flusskilometer 41 trifft der Río Sumón von rechts auf den Río Yahuasyacu. Dieser fließt im Anschluss nach Süden und mündet schließlich auf den nach Osten fließenden Río Ampiyacu. Am Unterlauf befinden sich mehrere Ortschaften und Siedlungen, darunter Brillo Nuevo und Puerto Isango. Der Río Yahuasyacu weist auf seiner gesamten Länge ein stark mäandrierendes Verhalten mit unzähligen engen Flussschlingen und Altarmen auf.

## Einzugsgebiet
Der Río Yahuasyacu entwässert eine Fläche von ungefähr 1650 km². Das Einzugsgebiet des Río Yahuasyacu liegt im zentralen Norden des Distrikts Pebas. Es grenzt im Westen an das des oberstrom gelegenen Río Ampiyacu und dessen Nebenfluss Quebrada Sábalo, im Norden an das des Río Yaguas sowie im Osten an das des Río Shishita.

## Ökologie
Das Gebiet ist weitgehend mit tropischem Regenwald bedeckt. Die oberen Einzugsgebiete des Río Yahuasyacu und des Río Sumón liegen in dem regionalen Schutzgebiet Ampiyacu Apayacu.